# 템플턴의 괴물들
《템플턴의 괴물들》(영어: The Monsters of Templeton)은 로런 그로프가 2008년 쓴 장편소설로, 그녀의 데뷔 작품이다.